# 30 Vulpeculae
30 Vulpeculae és un sistema estel·lar binari situat a la part nord de la constel·lació de la Guineueta, situat a mig camí entre Epsilon Cygni i un asterisme en forma de diamant a la constel·lació del Dofí. És visible a ull nu com un punt ataronjat poc brillant amb una magnitud visual aparent de 4,91. El sistema es troba a uns 350 anys llum del Sol, mesura presa a partir de la seva paral·laxi i s'està allunyant amb una velocitat radial mitjana de +30 km/s. El sistema té un moviment propi relativament alt, desplaçant-se per l'esfera celeste a una velocitat de 0,186 segons d'arc per any.
La variabilitat de la velocitat radial d'aquest sistema va ser descoberta el 1922 per l'astrònom WW Campbell. Es tracta un sistema binari espectroscòpic amb un període orbital de 6.86 anys i una excentricitat de 0,38. El valor a sin i és de 149 ± 4 Gm (1.00 ± 0.03 AU), on a és el semieix major i i és la inclinació orbital. Això ens proporciona un límit inferior per al semieix major real.
La component visible és una gegant envellida amb una classificació estel·lar de K1 III i d'una edat estimada de 4,20  milers de milions d'anys. Després d'haver esgotat el subministrament d'hidrogen al seu nucli, l'estrella s'ha expandit fins a tenir 22 vegades el radi del Sol. Té 1,55 masses solars i irradia 173 vegades la lluminositat solar des de la seva fotosfera inflada, la qual es troba a una temperatura efectiva de 4.498 K.